# Phil Younghusband
Philip James Placer Younghusband (Ashford, 4 de setembro de 1986) é um ex-futebolista filipino nascido na Inglaterra, que atuava como meia-atacante.

## Carreira
Juntamente com seu irmão James, Phil ingressou nas categorias de base do Chelsea, permanecendo até 2005, ano em que se profissionalizou. Integrou a equipe reserva dos Blues até 2008, mas não jogou nenhuma partida oficial. Em 2007, foi emprestado ao Esbjerg, porém não chegou a disputar partidas pelo clube dinamarquês. Dispensado pelo Chelsea em 2008, Phil mudou-se para as Filipinas, país de origem da sua mãe, Susan Placer.
Permaneceu mais de 2 anos parado até assinar com o San Beda FC (atual Mendiola FC) em abril de 2011, ao lado de seu irmão. Foram 39 jogos disputados e 14 gols. Em agosto de 2010, ambos foram contratados pelo Loyola Meralco Sparks, time da primeira divisão do Campeonato Filipino, onde permaneceu 6 temporadas. Pelos Greywolves, disputou 91 partidas e fez 86 gols.
Em 2017 assinou com o Davao Aguilas, filiado ao Shonan Bellmare (Japão), onde fez 16 gols em 19 partidas. No ano seguinte, o clube foi extinto e o jogador chegou a negociar com o PSIS Semarang da Indonésia para seguir jogando. As negociações não deram certo e o meia-atacante anunciou a aposentadoria em novembro de 2019 em uma postagem em seu instagram.

## Seleção
Nos Jogos do Sudeste Asiático de 2005, Phil Younghusband disputou 3 partidas pela Seleção Filipina sub-23, e outros 3 jogos pela equipe sub-21 em 2007. Um ano antes, em novembro de 2006, estreou pela equipe adulta com 4 gols, contra Timor Leste, pelas Eliminatórias da Copa da Ásia.
Jogou pelos Azkals a Copa da Ásia de 2019, a primeira disputada pelo país, mas não evitou a eliminação ainda na fase de grupos.
É o recordista de jogos (108) e de gols marcados (52).